# 魯克山
73°40′S 64°30′E / 73.667°S 64.500°E
魯克山（英語：Mount Ruker）是南極洲的山峰，位於麥克羅伯特森地，屬於查爾斯王子山脈南部的一部分，處於魯賓山西南面，1956年根據澳大利亞探險隊的空中照片繪入地圖。